# Hospital Raymond-Poincaré

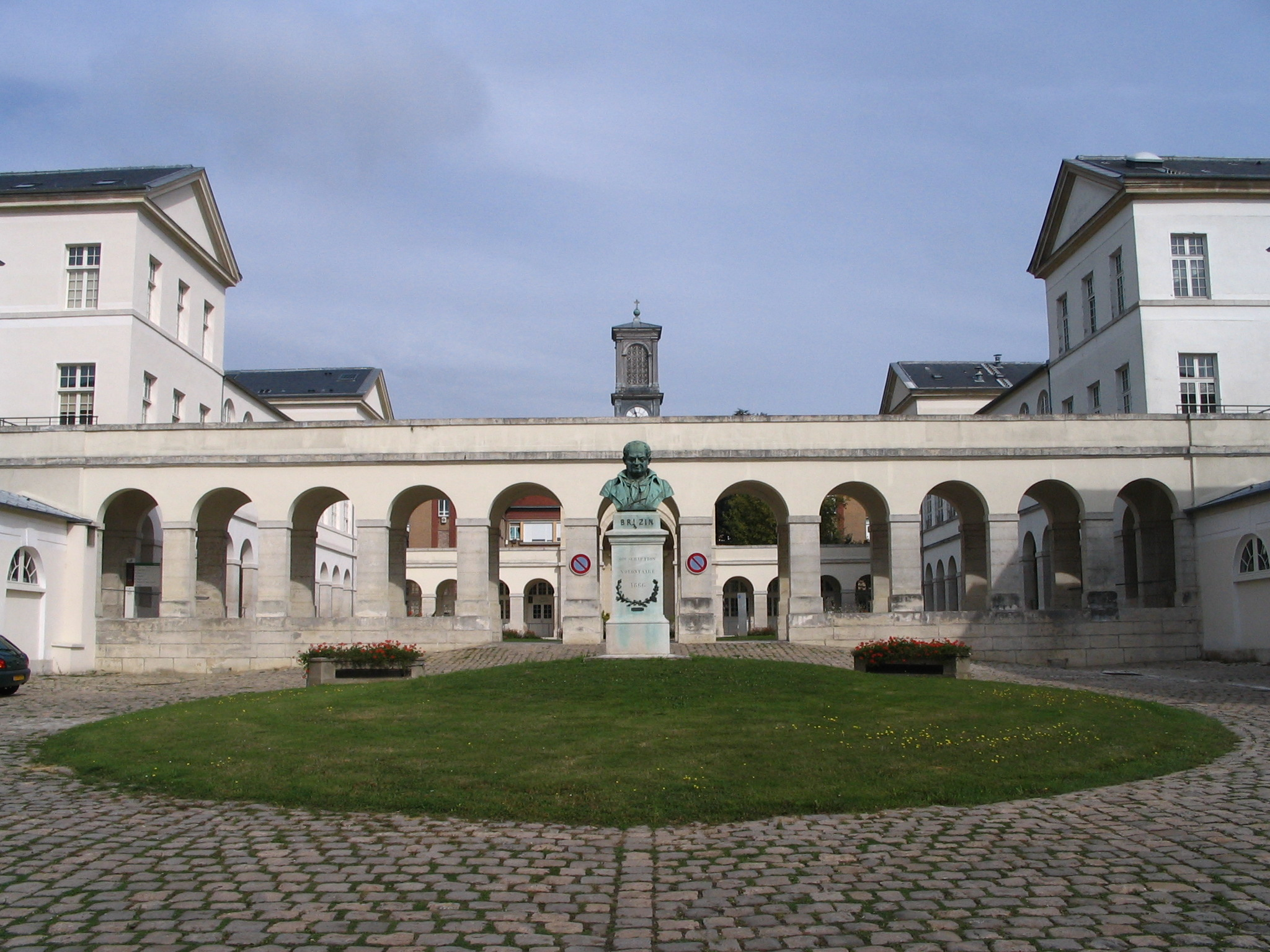
Entrada do Hospital Raymond-Poincaré

O  Hospital Raymond-Poincaré ou Hospital Raymond-Poincaré (Garches) (em francês,  Hôpital Raymond-Poincaré) é um hospital de Garches, na França.
Parte do Assistance Publique – Hôpitaux de Paris e um hospital de ensino da Universidade de Versalhes Saint Quentin en Yvelines.